# Maciej Molczyk
Maciej Molczyk (ur. w 1980 r. we Wrocławiu) – polski scenarzysta, reżyser, podróżnik, twórca gier bitewnych i planszowych.
Absolwent historii Uniwersytetu Wrocławskiego. W latach 2002–2005 założyciel i prezes Stowarzyszenia Filmowego Wrofilm.
Profesjonalną karierę rozpoczynał we wrocławskiej Wytwórni Filmów Fabularnych.Od 2014 roku właściciel wydawnictwa GM Boardgames, które zajmuje się wydawaniem gier planszowych i figurkowych gier bitewnych.

## Filmografia
- „Błogosławiona Maria Luiza Merkert” (reż. Grzegorz Auguścik) (2011) – scenariusz
- „Bitwa o Twierdzę Nysa” (reż. Grzegorz Auguścik) (2010) – scenariusz
- „175/32” (2009) (reż. Grzegorz Auguścik) – scenariusz
- „Oczami dziecka” (reż. Grzegorz Auguścik) (2009) – scenariusz
- „Ziemia Zapomniana” (2008) – scenariusz, realizacja[1]
- „Laboga - Piecyki z Wrocławia” (reż. Maciej Pawełczyk) (2008) – scenariusz[2]
- „Bitwa o Nysę” (reż. Grzegorz Auguścik) (2008) – scenariusz, współpraca reżyserska
- Seria „Mikołaja Iwanowa Przypadki na Wschodzie” (2007) – współpraca reżyserska
- „Wierzymy w marzenia” (2006) – scenariusz wraz z Krzysztofem Górecznym[3]
- „Solidarność – początek rewolucji” (2006) dla Discovery Channel – scenariusz[4]
- „Hala ludowa” (2005) – scenariusz, drugi reżyser

## Teledyski
- „Sukces” (2006) – reżyseria, scenariusz (wyk. Grupa WokMrozu)
- „Konie” (2005) – reżyseria, scenariusz (wyk. Joanna Lewandowska)
- „Tango na głos, orkiestrę i jeszcze jeden głos” (2005) – scenariusz (wyk. Margita Ślizowska)

## Teatr
- „Kabel TV” (reż. Michał Białecki) – scenariusz

## Filmy offowe
- „Rekrutacja” (2005) – reżyseria, scenariusz
- „The Yawn” (2004) – reżyseria, scenariusz
- „Ławeczka” (2003) – reżyseria, scenariusz

## Nagrody
- Nagroda publiczności na festiwalu filmowym w Zgierzu oraz przeglądzie filmowym Rura Movie we Wrocławiu za film „Rekrutacja” (2005).

## Jako autor gier bitewnych
Jako założyciel wydawnictwa GM Boardgames, jest autorem i współautorem gier bitewnych z serii "Bogowie wojny".
- Bogowie wojny: Napoleon (w tym dodatki "Orły nad Kaczawą", "Europa w ogniu!", "Sześć dni chwały").
- Bogowie wojny: Lee I i II edycja (w tym dodatek "Rule Britannia").
- Bogowie wojny: Togo.